# 대전유평초등학교
대전유평초등학교는 대한민국 대전광역시 중구에 있는 공립 초등학교이다.

## 학교 연혁
- 2002년 2월 18일 대전유평초등학교 설립
- 2002년 3월 1일 대전유평초등학교 개교(19학급)
- 2002년 5월 6일 개교기념식
- 2002년 9월 1일 특수학급 1학급 신설
- 2002년 10월 1일 시교육청 지정 시범ㆍ연구 학교(NEIS)
- 2004년 3월 1일 시교육청 지정 시범ㆍ연구 학교(ICT활용교육)
- 2005년 3월 1일 시교육청 지정 시범ㆍ연구 학교(ICT활용교육)
- 2009년 3월 1일 시교육청 지정 시범ㆍ연구학교(교실수업개선)
- 2015년 3월 1일 26학급(특수학급 1포함), 유치원 2학급 편성

## 참고 자료
- 대전유평초등학교 - 한국교육학술정보원 학교알리미